# Бозтал (Бескарагайський район)
Бозта́л (каз. Бозтал) — село у складі Бескарагайського району Абайської області Казахстану. Входить до складу Маловладимировського сільського округу.
Населення — 278 осіб (2021; 402 у 2009, 449 у 1999, 672 у 1989).
Національний склад станом на 1989 рік:
- казахи — 100 %

До 2005 року село називалось Березовка.